# Świerkówko (powiat bytowski)
Świerkówko (dodatkowa nazwa w j. kaszub. Swiérkówkò) – osada leśna kaszubska w Polsce położona w województwie pomorskim, w powiecie bytowskim, w gminie Bytów
Osada położona przy drodze wojewódzkiej nr , wchodzi w skład sołectwa Grzmiąca.
W latach 1975–1998 miejscowość administracyjnie należała do województwa słupskiego.